# Bel Ami (Berlin)

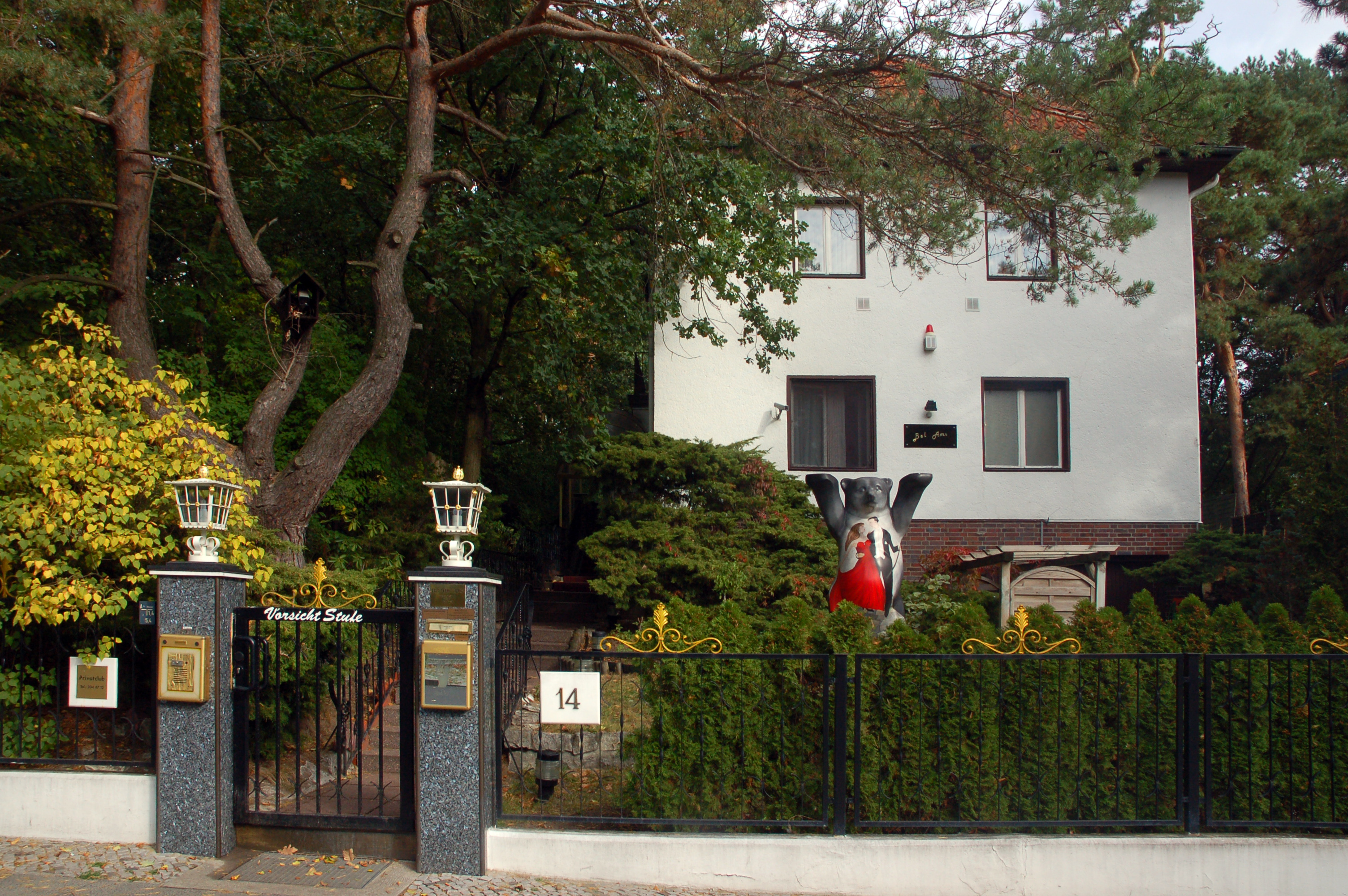
Außenansicht des Bel Ami, 2009

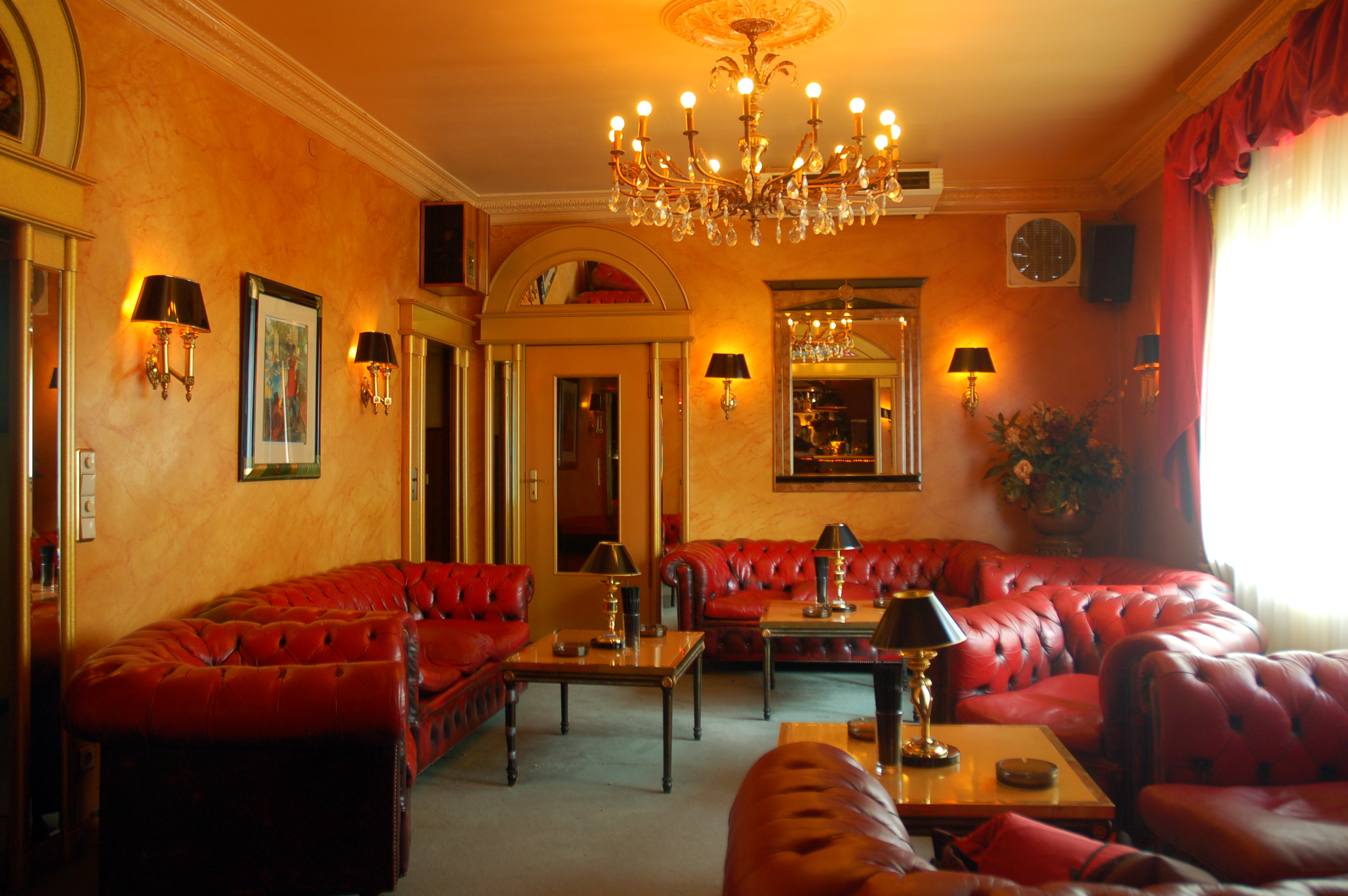
Lounge-Bereich, 2009

Das Bel Ami war ein Nachtclub-Betrieb in Berlin. Das Etablissement, das sich in einer Villa in der Nähe des Olympiastadions im Ortsteil Westend befand, war als „Deutschlands edelster Club“ (Playboy) überregional bekannt und galt als „Berliner Institution“. Das Bel Ami wurde seit den 1970er Jahren bis zu seiner Schließung im Jahr 2011 vor allem auch als Bordell betrieben, nachdem am selben Standort bereits seit Ende des Zweiten Weltkriegs ein „Freudenhaus“ bestanden hatte.

## Lage
Das Bel Ami befand sich in der Nähe des früheren Reichssportfeldes (heute offiziell: Olympiapark Berlin) an der Flatowallee (bis 1997: Reichssportfeldstraße).

## Geschichte

### Nachkriegszeit bis 1970er Jahre
In dem als Nachtclub und Bordell genutzten Gebäude, einer ehemaligen Fabrikantenvilla aus den 1920er Jahren, wurde nach Kriegsende ein Bordellbetrieb eingerichtet und betrieben, der zunächst von alliierten Soldaten frequentiert wurde. Ob es dort bereits während der Zeit des Nationalsozialismus ein sogenanntes „Wehrmachtsbordell“ oder ein SS-Offiziersbordell gab, wie Anwohner behaupten, konnte bislang noch nicht belegt werden.
Als die Nachfrage seitens der alliierten Soldaten infolge der Reduzierung der Truppenstärken im damaligen West-Berlin zurückging, wurde es als „Bordell für gehobene Ansprüche“ weitergeführt.

### 1970er bis Ende der 2000er Jahre

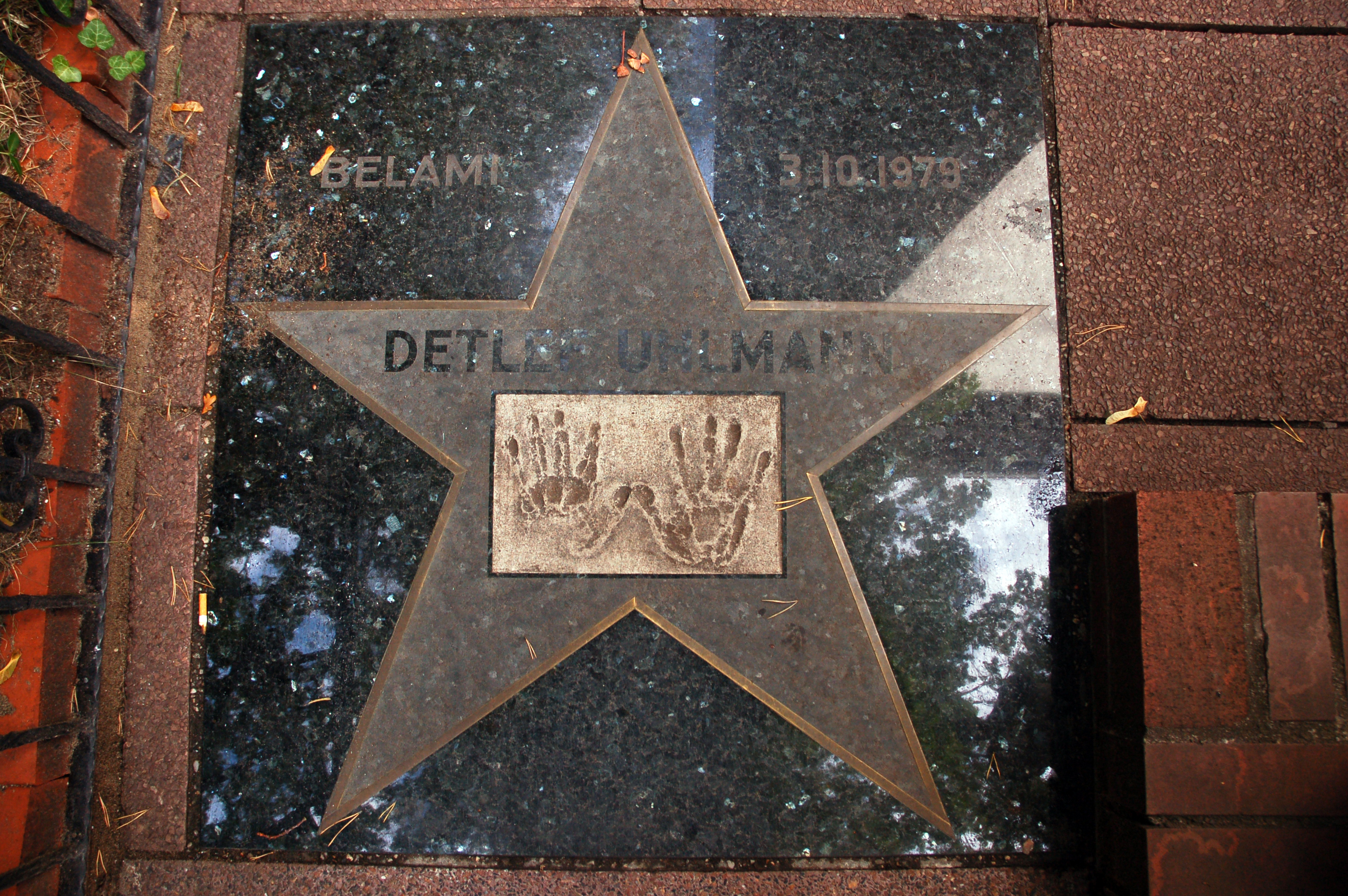
Terrazzoplatte mit Stern in der Hauszuwegung – mit Datum der Gründung, Namen des Besitzers und seinen Handabdrücken, 2009

Das Etablissement wurde Ende der 1970er Jahre von Detlef Uhlmann übernommen, der am 3. Oktober 1979 das Bel Ami gründete und in der Folge den Club nach eigenen Angaben „in der Luxusklasse als Edelbordell mit Nachtclub-Betrieb“ etablierte und weiter entwickelte. Unter Regie von Uhlmann wurden anfangs umfangreiche Umbau- und Inneneinrichtungsmaßnahmen vorgenommen. Ein in Anlehnung an den Walk of Fame in Hollywood gestalteter Stern, der in das Pflaster der Hauszuwegung auf dem Grundstück eingelassen wurde, dokumentierte das Gründungsdatum und den Namen des Besitzers.
Uhlmann nahm später mehrmals Anbau- und Umbaumaßnahmen bei dem Villengebäude vor, zuletzt erfolgten 2006 umfangreiche Sanierungsarbeiten.

### Auseinandersetzungen um die Betriebsgenehmigung
Ab Frühjahr 2007 kam es im Berliner Bezirk Charlottenburg-Wilmersdorf zu Auseinandersetzungen um die behördliche Duldung und die Erteilung von Betriebsgenehmigungen für Bordelle. Der zuständige Bezirksstadtrat für Bauwesen, der CDU-Politiker Klaus-Dieter Gröhler, ließ unter Berufung auf das Bauplanungsrecht gewerbliche Bordelle in Wohngebieten im Bezirk Charlottenburg-Wilmersdorf schließen.
Heftige Kritik an dieser Schließungspraxis, die außer in Charlottenburg-Wilmersdorf auch im Berliner  Bezirk Tempelhof-Schöneberg ausgeübt wurde, kam aus den Reihen des Bundesverbandes Sexuelle Dienstleistungen e. V. und der Hydra e. V., die durch Schließung der Wohnungsbordelle und die gleichzeitige Erteilung von Betriebsgenehmigungen nur in Gewerbegebieten die „Einführung von Sperrbezirken durch die Hintertür“ sahen.
Auch dem Bel Ami, das in einem planungsrechtlich festgesetzten Wohngebiet in Westend gelegen war, drohte damals die sofortige Schließung. Im November 2007 wurde ein außergerichtlicher Vergleich geschlossen, wonach das Bel Ami seinen Geschäftsbetrieb noch bis Ende März 2011 fortführen durfte. Danach hätten keine sexuellen Dienstleistungen mehr angeboten werden dürfen.
Stadtbaurat Gröhler erklärte, dass seine Behörde zu diesem Kompromiss bereit gewesen sei, „weil ein Gerichtsverfahren durch alle Instanzen vermutlich ähnlich lange gedauert hätte“. Der Bel-Ami-Betreiber Uhlmann gab auf einer Pressekonferenz bekannt, dass er nach dem vereinbarten Termin „die Pension mit den Zimmern im ersten Obergeschoss auslagern“ werde. „Der Sex-Club im Erdgeschoss […] soll[e] auf jeden Fall beibehalten werden.“ Es gäbe Überlegungen, die Nutzung der Räume in der Villa als Beherbergungsbetrieb in geänderter Form aufrechtzuerhalten, dabei sei auch ein Hotel im Luxus-Segment denkbar.

### Betreiberwechsel
Im Frühjahr 2009 verkaufte Uhlmann das Bel Ami an eine Schweizer Investorengruppe, die Patrizier Beteiligungs AG, die das Bel Ami fortan durch ein Tochterunternehmen betrieb – die Baldua Betriebs GmbH mit Sitz in Berlin. Nach der Übernahme durch die Baldua Betriebs GmbH wurde 2010 die Vereinbarung mit dem Bezirksamt Charlottenburg-Wilmersdorf, den Geschäftsbetrieb Ende März 2011 einzustellen, aufgehoben. Dadurch konnte das Bel Ami zunächst weiterhin als Nachtclub und Bordellbetrieb existieren, wurde aber im Laufe des Jahres 2011 von den Betreibern geschlossen.
Im Dezember 2009 wurde Uhlmann vor dem Landgericht Berlin wegen Steuerhinterziehung zu einer Freiheitsstrafe von drei Jahren und neun Monaten verurteilt. Uhlmann betreibt seit 2011 an einem anderen Standort in Berlin ein neues Bordell; die Homepageadresse (URL) des Bel Ami hat er übernommen.

## Einrichtung und Betrieb
Das Bel Ami betrieb als „Erotik Nachtclub“ eine Bar mit Lounge sowie einen Wellnessbereich mit Dampfsauna und Indoorpool. Außerdem gab es eine VIP-Lounge mit einem gesonderten Eingang sowie mit separatem Zugang zum Poolbereich und der Sauna. Diese Räumlichkeiten befanden sich im Erdgeschoss der ehemaligen Villa und der späteren Anbauten. Die insgesamt 13 Zimmer im Obergeschoss waren unter anderem mit Whirlpools ausgestattet und wurden für sexuelle Dienstleistungen genutzt. Das Bel Ami verfügte über rund 400 Quadratmeter Nutzfläche.

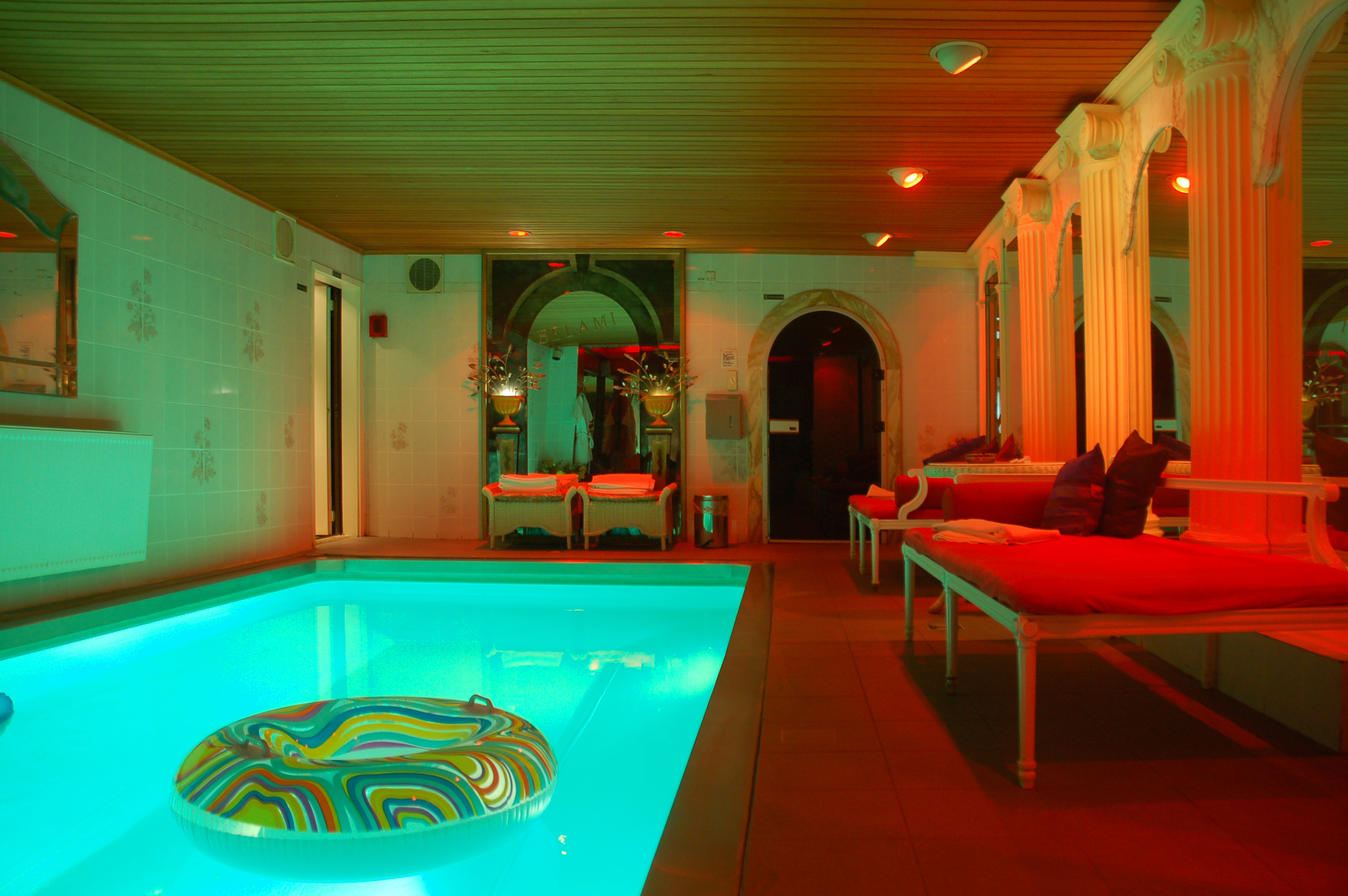
Indoorpool im Wellnessbereich, 2009
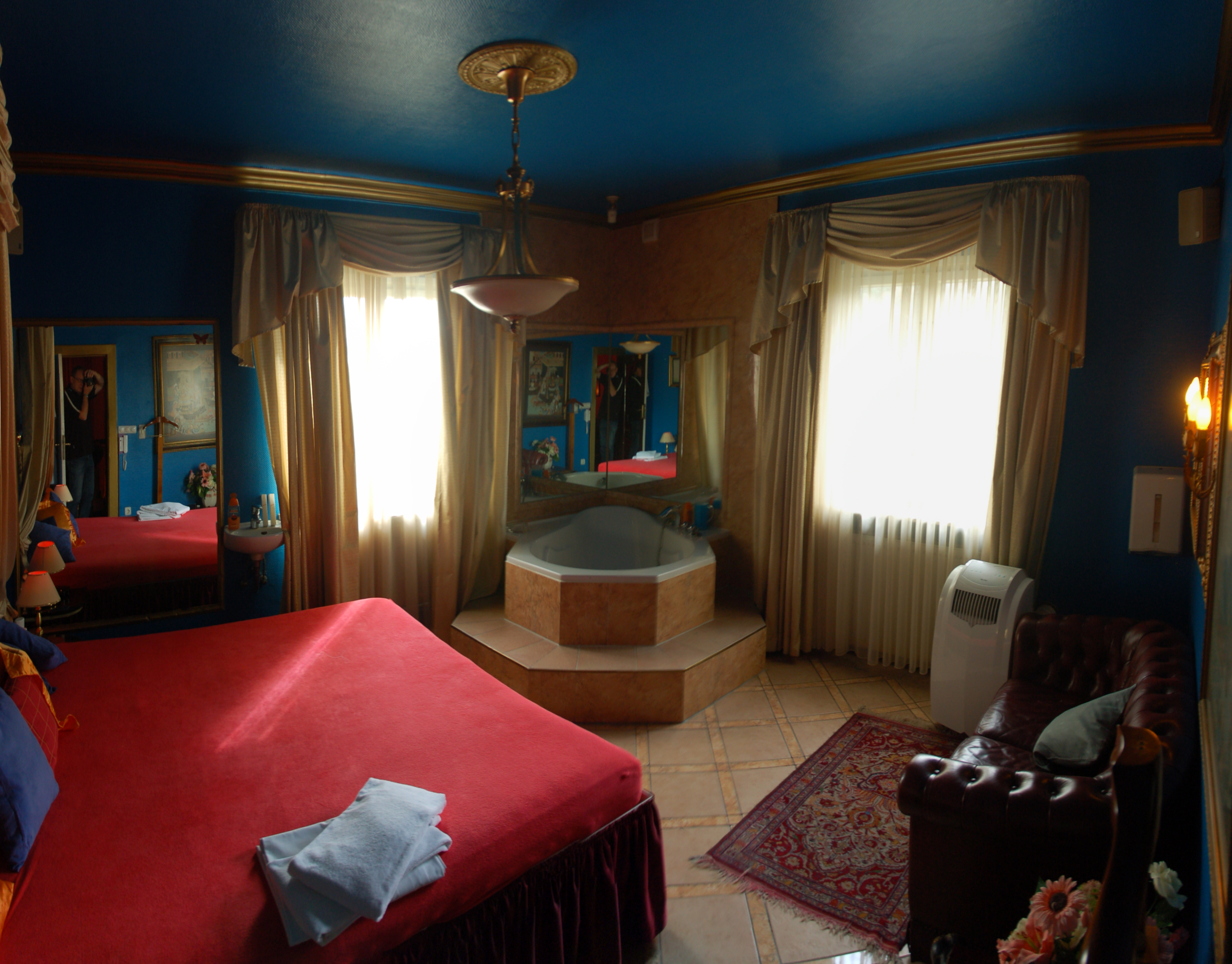
Typisches Zimmer, mit Jacuzzi-Badewanne, 2009
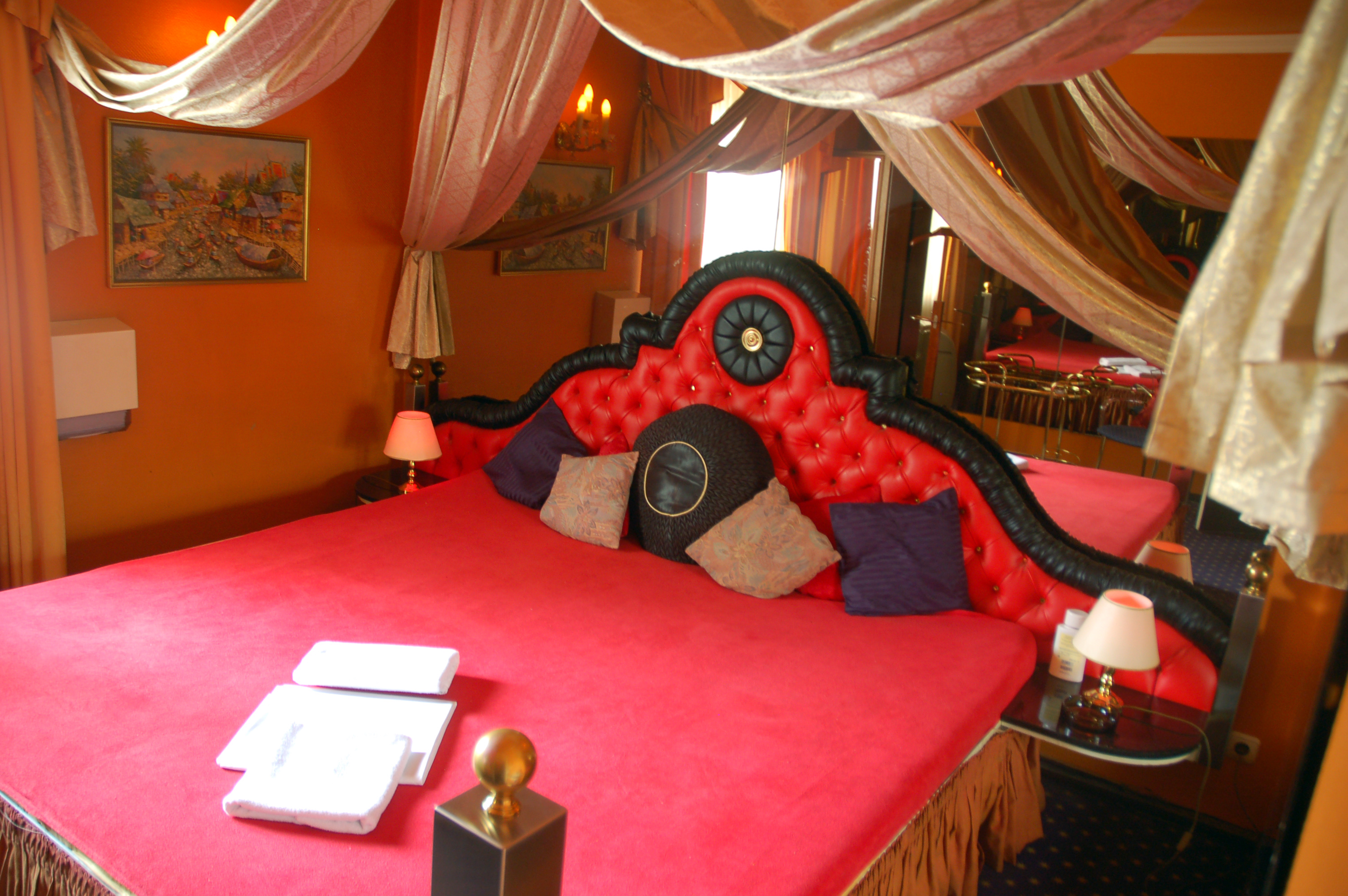
Zimmervariante, 2009
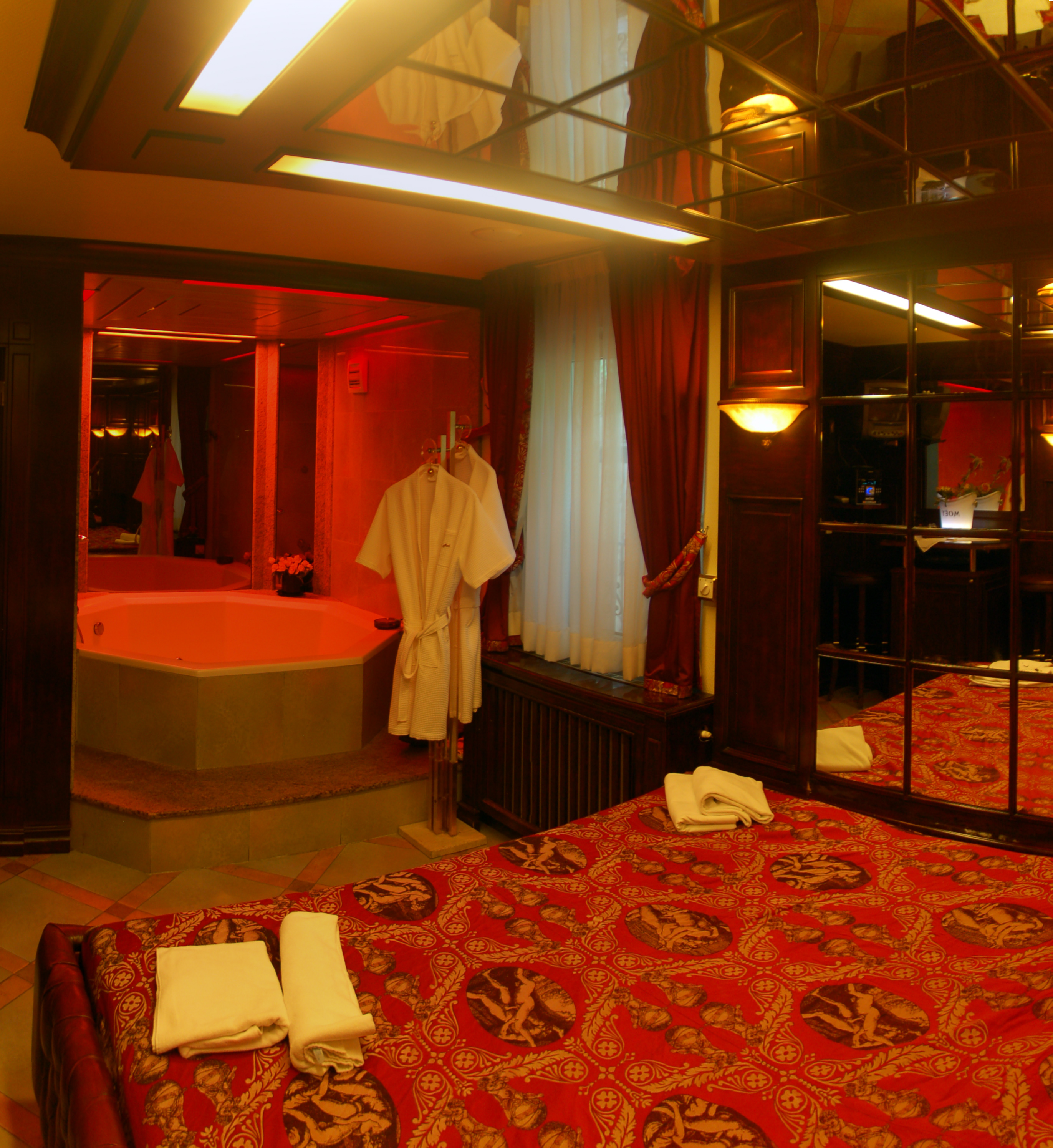
Zimmer mit Whirlpool, 2009

Die im Bel Ami beschäftigten Prostituierten wurden nach Angaben des Betriebsinhabers Uhlmann über das sonstige Branchenverhalten hinausgehend als Personen gewürdigt, und ihre Vorstellung im Internetauftritt des Hauses erfolgte mit professionellen Porträtaufnahmen und eigenen Fotostrecken.
Zum weiteren Dienstleistungsangebot des Bel Ami gehörten ein „erotischer Partyservice“, ein „weltweit buchbarer“ Escort Service und ein Limousinenservice „rund um die Uhr mit Luxus-Limousinen“ innerhalb von Berlin. Außerdem stand für Partys und Feiern bis zu 100 Personen zusätzlich noch ein Landgut in der Nähe Berlins zur Verfügung, in das die Gäste auch eigens mit einem Helikopter eingeflogen werden konnten.
Das Bel Ami wurde zeitweise zusätzlich genutzt als Aufnahmeort für Musikproduktionen und als Drehort („Location“) von nichtpornografischen Filmen; unter anderem nahm die Bielefelder Jazzband Dr. Lippenkraft 2003 ihre CD Bel Ami – Tuten und Blasen vom Feinsten teils live im Berliner Bel Ami auf. Außerdem fanden im Bel Ami neben dem Bar- und Bordell-Betrieb auch Clubkonzerte und Partys sowie Veranstaltungen und Events statt, so wurden zum Beispiel dort ab September 2007 sogenannte „Kuschelpartys“ veranstaltet und im September 2009 fand eine Burlesque-Show mit Tara La Luna statt.
Unter der Bezeichnung „Belami-Bonjour“ bot der Club auch „Wellness und Erotik“ an. Unter anderem wurden die Zimmer tagsüber als „Loverooms“ an Interessierte vermietet, und es wurden klassische Massagen sowie erotische Massagen von Tantra bis „Massagen mit erotischem Abschluss“ angeboten. Außerdem stand von Montag bis Freitag tagsüber der Wellnessbereich des Hauses mit Dampfsauna und Indoorpool für Einzelpersonen, Paare und Gruppen zur Verfügung. Der Club vermittelt auch Termine für Sexualberatung. Das Tagesgeschäft wurde im September 2010 wieder eingestellt, da dieses Angebot nicht in gewünschtem Maß angenommen wurde bzw. das hochpreisige Geschäftskonzept im Nachtbetrieb unterlief und sich als kontraproduktiv herausstellte.
Von „Belami-Bonjour“ wurden in einem eigenen Onlineshop nach Eigenangaben „edle und ausgefallene“ Geschenkartikel angeboten, vom Hauswein über Zigarren und Bettwäsche und anderes bis hin zum Sportwagen Wittera Spyder S, einem Nachbau des „legendären“ Porsche 550 Spyder.

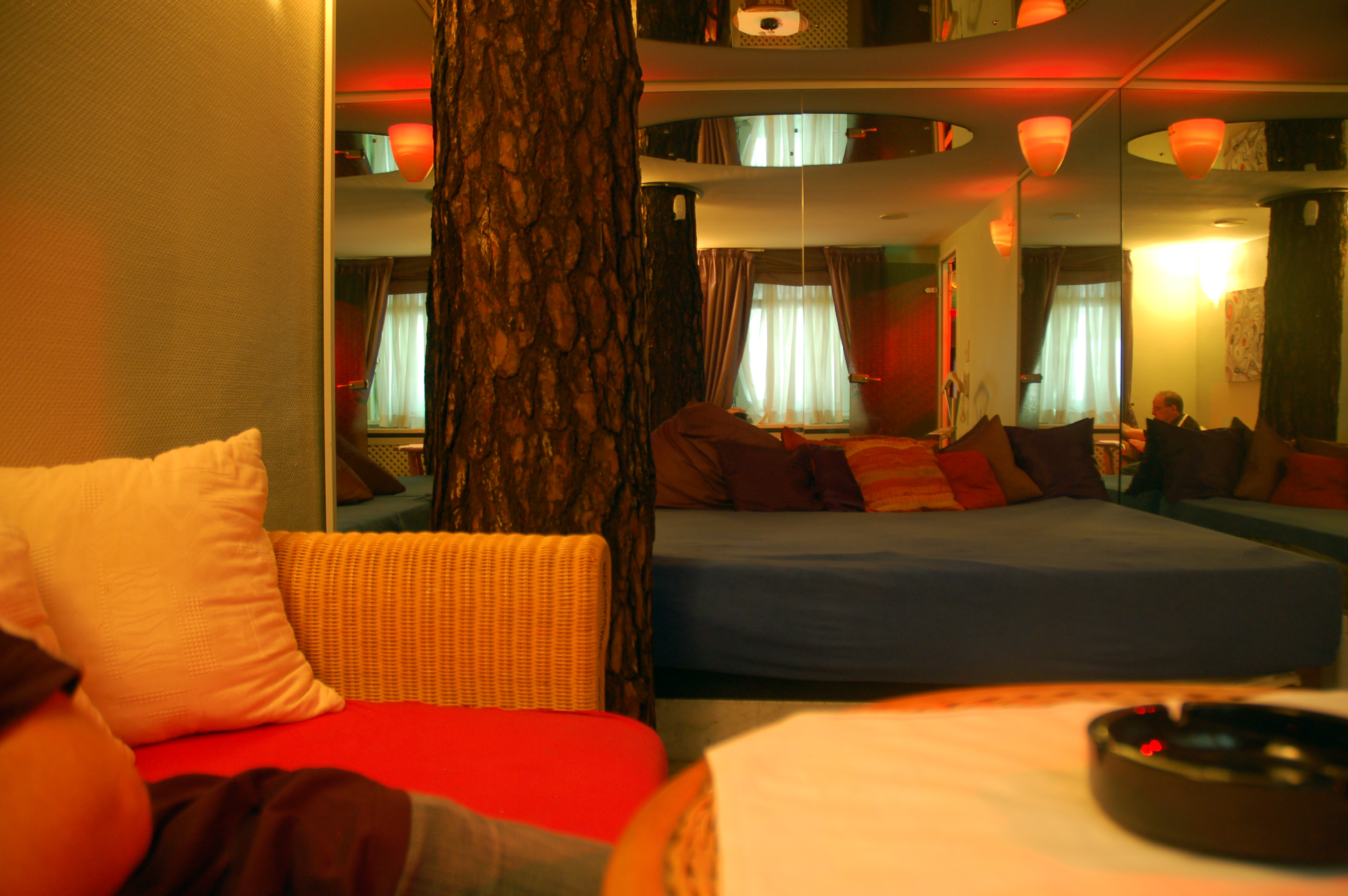
Zimmer „mit Baumstamm“, 2009

Eine Besonderheit war ein Zimmer im Untergeschoss; hier wurde bei einem Anbau an die Villa ein bestehender ausgewachsener Baum, eine Kiefer umbaut, sodass der untere Teil des Baumstammes mitten im Zimmer stand.

## Öffentliche Wahrnehmung
Nach Eigenangaben des ehemaligen Betreibers Detlef Uhlmann wurden in der ehemaligen Villa für das Bel Ami eine „luxuriöse Inneneinrichtung“ installiert und „ein Ambiente geschaffen, das über den sonst üblichen Standard von Nachtclubs“ hinausging. Die Inneneinrichtung und -ausstattung des Clubs wurden teils auch so wahrgenommen; beispielsweise wurde der Betrieb im Jahr 2006 in einem Berlin-Dossier in der französischsprachigen Schweizer Tageszeitung Le Temps als „Le Bel-Ami, un établissement de luxe“ bezeichnet.
Der Fotograf Helmut Newton porträtierte das Bel Ami 1991 für das deutsche Magazin Männer Vogue und präsentierte es dabei auch auf der Titelseite. Die US-amerikanische Fotografin Nan Goldin schuf im selben Jahr im Bel Ami eine Fotoserie, die anschließend auf einer Ausstellung zum Thema ‚Prostitution‘ in Los Angeles in den USA gezeigt wurde. 1997 befasste sie sich in einem (englischsprachigen) Artikel für das internationale Kunstmagazin Artforum nochmals mit dem Bel Ami und charakterisierte es dabei folgendermaßen:

“Though the setting was a German villa, the props were familiar: patterned wallpaper, heart-shaped velvet pillows, mirrors, chandeliers, gilded Turkish figurines holding red lamps, pink fleshy faux-Baroque nude paintings. One could imagine the same prevalence of gold and red in the brothels of Storyville, the red-light district of New Orleans in the early part of the century.”

„Obwohl es sich um eine deutsche Villa handelte, waren die Requisiten bekannt: gemusterte Tapeten, herzförmige Samtkissen, Spiegel, Kronleuchter, vergoldete türkische Figuren mit roten Lampen und rosa fleischige Faux-Barock-Aktbilder. Man könnte sich die gleiche Verbreitung von Gold und Rot in den Bordellen von Storyville vorstellen, dem Rotlichtviertel von New Orleans zu Beginn des [20.] Jahrhunderts.“

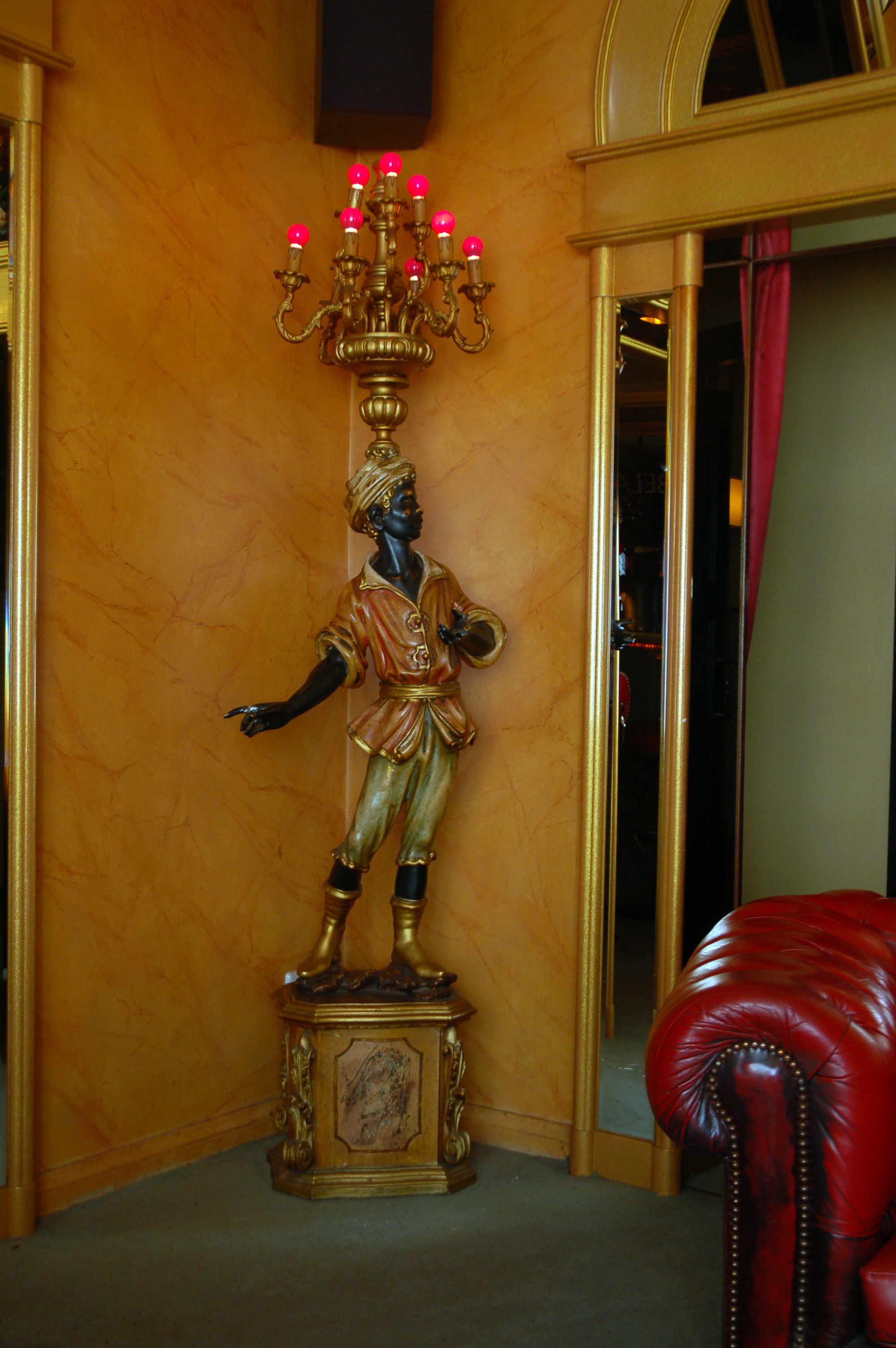
„Gilded Turkish figurines holding red lamps“, 2009
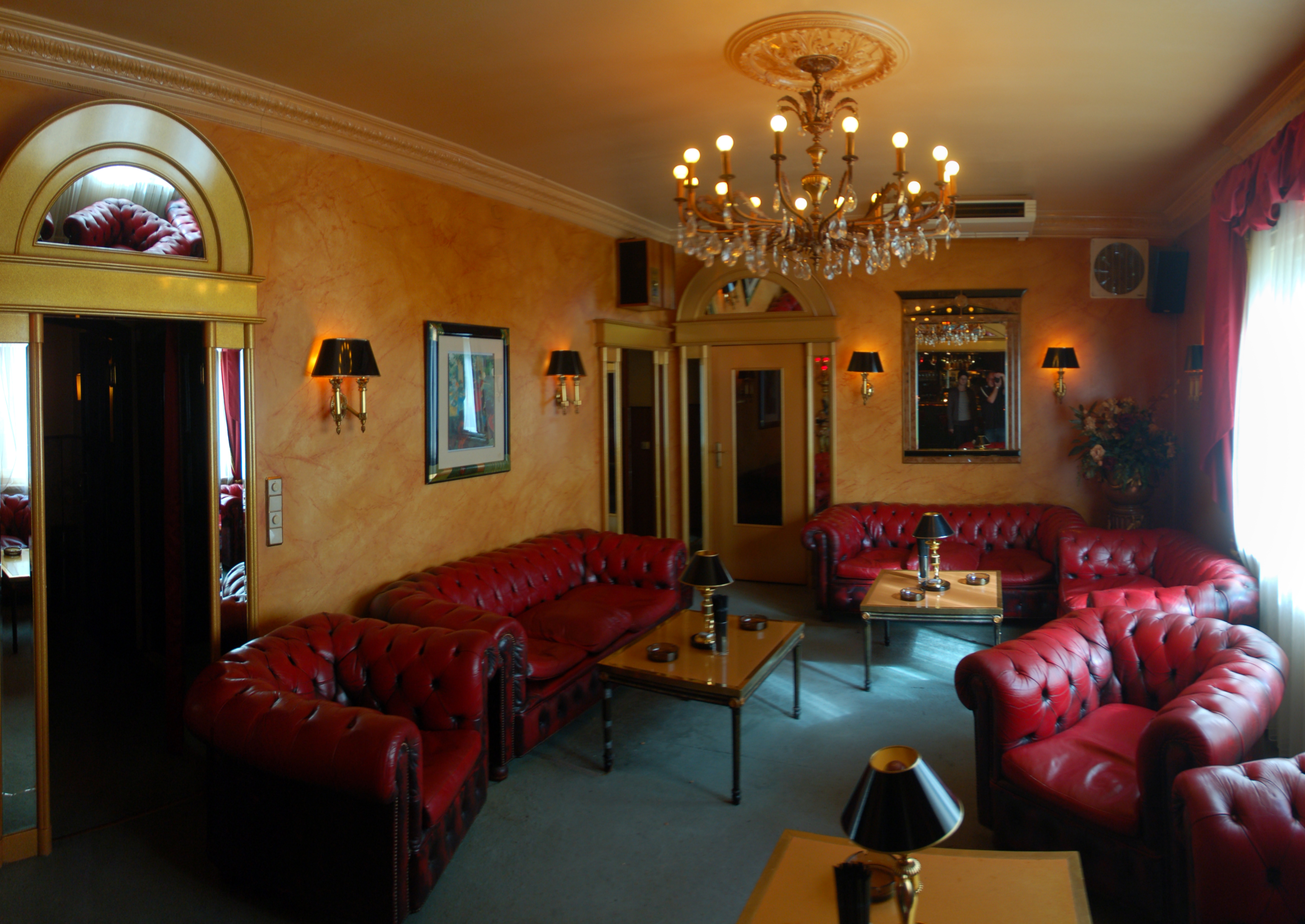
Eingangs- und Lounge-Bereich, 2009
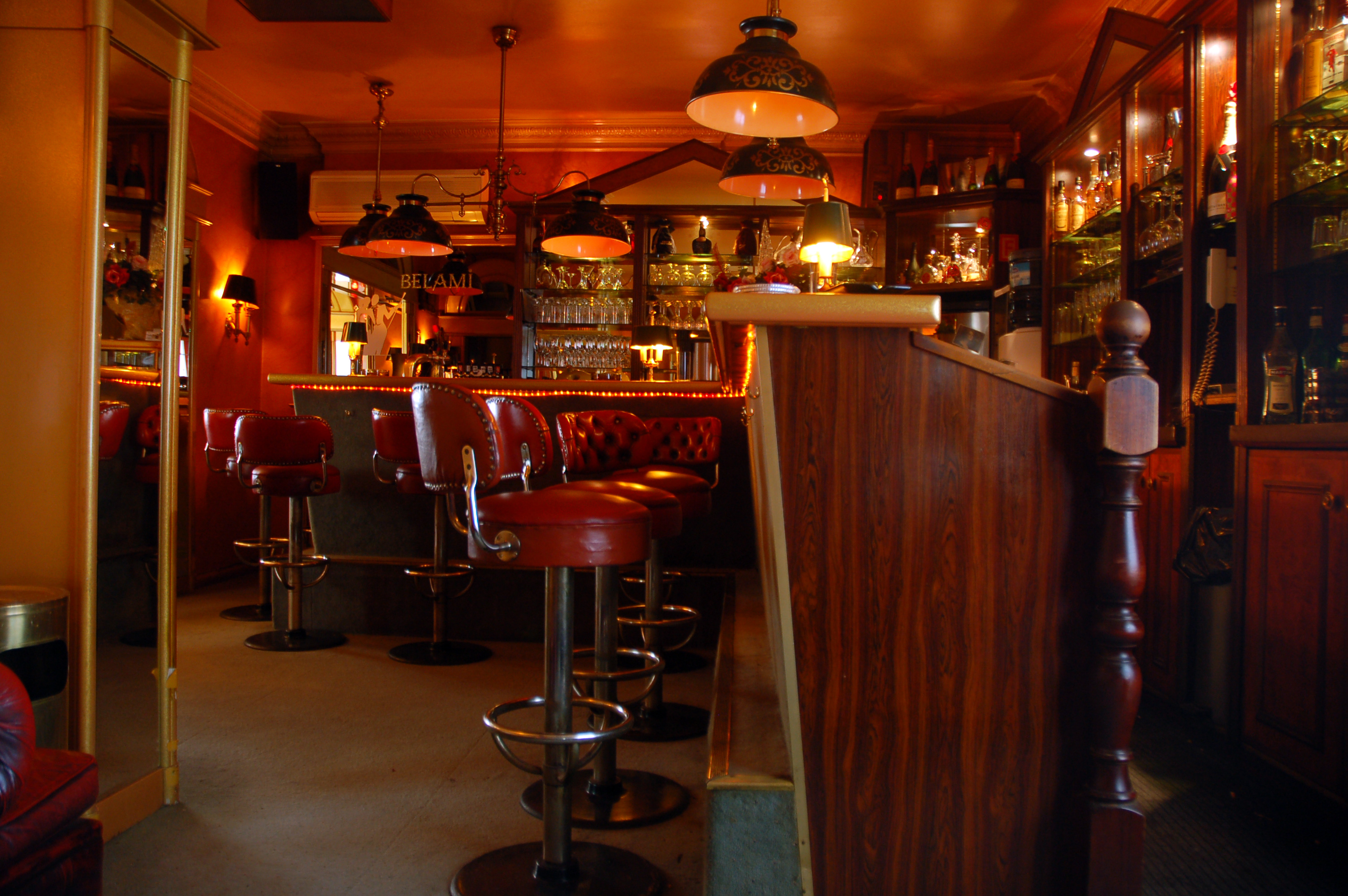
Bar-Bereich, 2009
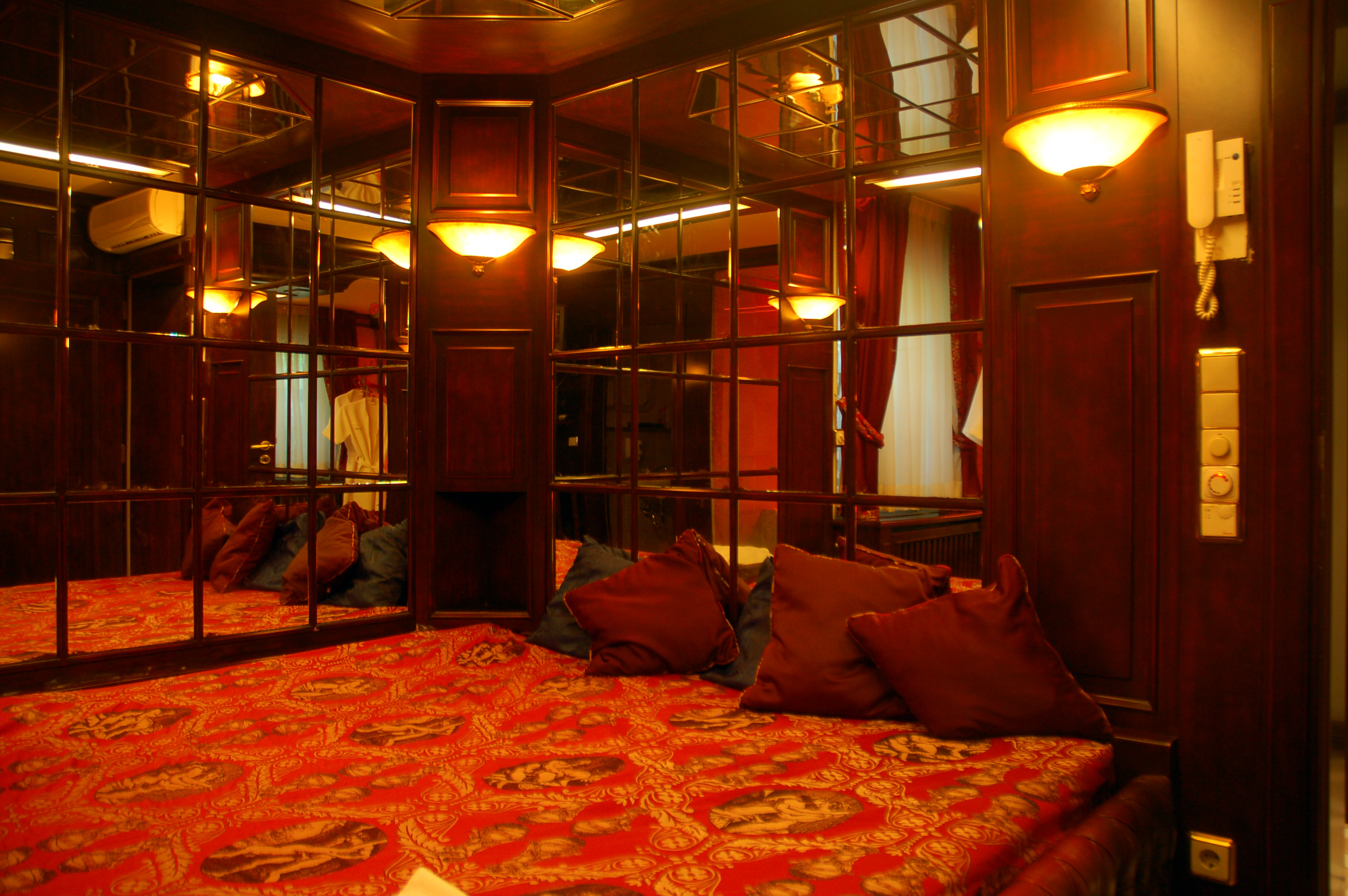
Typisches Ambiente in einem der Zimmer, 2009

Unter anderem schrieb der Berliner Kurier 1996 über das Bel Ami und stellte dabei fest: „Für Taxifahrer und Insider ein Begriff – und das nicht nur in Berlin“, und in dem deutschen Magazin des Playboy erschien 2001 eine Reportage über das Bel Ami, in der es als „edelster Club Deutschlands“ und als „Berliner Luxusbordell“ bezeichnet wurde.
In einem Bericht über „Prostitution in der ‚Berliner Edelbordell-Szene‘“ in dem Stadtmagazin tip Berlin im Jahr 2005 wurde das Bel Ami als „exklusivster Club Deutschlands“ beschrieben. 2006 berichtete der Tagesspiegel über das Bel Ami als „Nachtclub, der sich europaweit einen Namen gemacht hat“, und zählte während der in Deutschland stattfindenden Fußball-Weltmeisterschaft 2006 im übertragenen Sinn den „Nachtclub ‚Bel Ami‘ am Olympiastadion […] zu den Gewinnern der WM“.
Für Aufsehen sorgte Ende 2007 eine ehemalige Prostituierte, die von 1983 bis 1998 im Bel Ami gearbeitet hatte, als sie unter dem Pseudonym „Anna W.“ als Buchautorin mit jüdischen Wurzeln die Herausgabe eines „Enthüllungsbuches“ und eine Liste ihrer prominenten Kunden ankündigte. In ihrer Autobiografie schrieb die 46-Jährige über „den Sex mit 170 Promis“, gab allerdings im Buch deren Identität nicht bekannt, sondern bot die Liste mit den Namen von „Persönlichkeiten aus Wirtschaft, Sport und Showbusiness“ für 1,5 Millionen Euro zum einmaligen Verkauf an. Die „Geschäftsidee“ des Ex-Callgirls sorgte für ein Medienecho, insbesondere in Boulevardzeitungen, wie zum Beispiel in der Berliner B.Z. und der Bild, sowie im Privatfernsehen, wie beispielsweise beim TV Berlin, beim damaligen Privatsender Fernsehen aus Berlin und beim rheinmaintv. „Anna W.“ berichtete unter anderem auch über die Fotoaufnahmen im Jahr 1991 von Helmut Newton, für den sie damals zusammen mit Kolleginnen posiert hatte, und nannte ihr Buch eine „Hommage an den Exklusiv-Club ‚Bel Ami‘“.
In der ehemaligen Villa wurde seit dem Ende des Zweiten Weltkriegs bis 2011 offiziell ein Bordell betrieben, womit es 2011 der älteste bis dahin existierende Bordellstandort in Berlin war („‚Bel Ami‘ […] das älteste Bordell Berlins“). Die Lage des Bordells in der Nähe des früheren Reichssportfelds und an der bis 1997 so benannten Reichssportfeldstraße hatte dabei immer wieder Anlass zu anzüglichen „Kommentierungen“ im Berliner Volksmund gegeben.
Im August 2012 veröffentlichte Detlef Uhlmann im Münchener riva Verlag seine Erinnerungen an seine Zeit als Betreiber des Bordells unter dem Titel Bel Ami. Mein Leben als Chef von Deutschlands edelstem Bordell. Das Buch wurde vom Verlag als „Insider-Bericht aus dem Promi-Rotlichtmilieu“ bezeichnet und von der Boulevardpresse als „Enthüllungs-Buch des Edel-Bordell-Königs vom Bel Ami“ angekündigt.
2014 erschien die Doku Das Bel Ami – Eine Ehe im Rotlicht.